# Юркевич Валеріан Йосипович
Валеріан Йосипович Юркевич (? — †?) — полковник Армії УНР.

## Життєпис
Станом на 1 січня 1910 р. — поручик 12-го стрілецького полку (Жмеринка). Останнє звання у російській армії — підполковник.
У 1918 р. помічник командира 16-го пішого Бережського полку Армії Української Держави.
За час Гетьманату П. Скоропадського був підвищений до звання полковника.
З 12 листопада 1920 р. — командир 2-ї бригади 1-ї Кулеметної дивізії Армії УНР.
Подальша доля невідома.